# Ibrica Jusić
Ibrica Jusić   (Dubrovnik, 15 de desembre de 1944) és un cantautor i músic croat en el camp del folk i la sevdalinka.

## Primers anys i inicis de carrera
Ibrica Jusić va néixer com a Ibrahim Jusić a la ciutat croata de Dubrovnik en una família amb set fills. La família dels seus pares és originària de Mostar, Bòsnia i Herzegovina i va créixer escoltant música sevdalinka i canzone italiana. Eren d'origen bosníac.
Sota la direcció del seu germà gran Đelo Jusić (nascut com a Đevalhudin Jusić), que era el líder del grup Dubrovački trubaduri (Els trobadors de Dubrovnik), Ibrica va aprendre a tocar la guitarra. Va interpretar música acústica i chansons arreu de Dubrovnik, abans de començar oficialment la seva carrera professional el 1965 a Zagreb, després de ser convidat pel compositor Pero Gotovac.

## Carrera
La seva cançó "Celuloidni pajac" (Pallasso de cel·luloide) va ser la guanyadora del primer premi al festival de Zagreb de 1968. Va obtenir el primer premi al mateix festival els dos anys següents: el 1969 amb la cançó "Osobenjak" (Excèntric) i el 1970 amb la cançó "Mačka" (Gat)
Jusić va tenir alguns senzills més reeixits després de guanyar el festival abans de traslladar-se a París, dient que trobava que Zagreb era "massa petita". Va viure a París durant tres anys, on actuava a cabarets, i tornava a Dubrovnik només durant els estius, durant els quals celebrava concerts a la nit a l'aire lliure a les escales del monestir dominicà. Utilitzant els viatges d'estiu a Dubrovnik, va començar a col·laborar amb el Festival d'Estiu de Dubrovnik el 1971. Amb les cançons del compositor Pero Gotovac, va cantar en diversos dels espectacles del festival. Va compondre música i va cantar a l'espectacle Životopis Miha Pracata ("Biografia de Miho Pracat") el 1977. El mateix any va recitar al Palau del Rector.
El 1974, Jusić es va convertir en un dels primers cantants iugoslaus a enregistrar cançons en un disc LP per al segell discogràfic Jugoton. Va ser una de les primeres persones que va fer un concert en solitari al Teatre Lisinski el 1975. En els següents anys va cantar a gairebé tots els llocs populars d'arreu del món, com ara l'Òpera de Sydney, el Carnegie Hall de Nova York i el Chinateatern d'Estocolm. Va compondre música per a obres d'escriptors i poetes com ara Luko Paljetak, Dobriša Cesarić, Aleksa Šantić, Mika Antić, William Shakespeare, Bertolt Brecht i Drago Britvić, entre d'altres.
Al llarg dels anys restants de la dècada del 1970, va publicar diversos senzills, LPs i àlbums, inclosos Emina (1977), on versionava la sevdalinka bosniana Emina, escrita pel poeta Aleksa Šantić el 1902.
Va publicar un àlbum simfònic autotitulat, Ibrica, el 26 de febrer de 1981. El germà gran d'Ibrica, Đelo Jusić, va treballar amb ell en les cançons. L'àlbum es va realitzar en rics arranjaments mediterranis. Contenia cançons com Šalom Sara ("Xalom Sara"), U svakom slučaju te volim ("T'estimo de totes maneres"), Na Stradunu (Sobre el Stradun) i altres.
Jusić va tornar a França el 1980 després de rebre una invitació del famós programa francès Le Grand Échiquier. Va rebre una invitació més del mateix programa a la nit de Nadal, però aquesta vegada els convidats també eren estrelles, com ara Charles Aznavour i el Golden Gate Quartet. Durant els dos anys següents, va aparèixer als espectacles del mateix productor.
Com a resultat de les seves experiències a París, va enregistrar un àlbum en francès La vie ("La vida") el 1985.
Va passar la segona meitat de la dècada de 1980 vivint a Suècia, la qual cosa va inspirar el seu àlbum de 1988, Hodaju ljudi (La gent camina). Va dir que era el resultat de l'impacte dels seus molts anys de residència a Suècia.
Jusić va tornar a Croàcia el 1991, just quan començava la guerra de Croàcia i Iugoslàvia s'estava trencant. A finals de 1993 va escriure música per a Velika magija ("Gran màgia") al Teatre Dramàtic Gavella, on tocava i cantava. El seu retorn a casa va donar lloc a una recopilació retrospectiva publicada a Croatia Records el 1994. El 1997 va entrar al recentment fundat segell discogràfic Dancing Bear i va publicar-hi un disc compacte, Dan prije ("El dia abans") El material va ser enregistrat en directe en un concert celebrat el 24 de maig de 1997 al ZeKaeM. El nom del CD prové del fet que el dia abans del seu concert, al mateix lloc, el sostre es va esfondrar.
El 2001 va enregistrar Hazarder (Un homenatge a Leonard Cohen) (Hustler), un àlbum d'homenatge, amb dotze traduccions de poemes del llegendari cantant canadenc.
Amanet (2003), contenia totes les cançons clàssiques de sevdalinkes, que Ibrica Jusić va dedicar a la seva pàtria espiritual i al país dels seus pares, Bòsnia i Hercegovina, mitjançant la gravació dels nous i moderns arranjaments d'una sèrie de belles sevdalinkes bosnianes. El 2004 es va convertir en el primer cantant croat que va ser convidat oficialment al Montreux Jazz Festival suís, un dels més grans festivals de jazz. Aquest mateix any, va actuar al festival mundial d'Etno, a Oslo.
El 2008, va publicar Amanet 2, un seguiment del seu àlbum de sevdalinkes de 2003. Contenia 13 cançons originals bosnianes de sevdalinkes, enregistrades a l'estudi Liburnia Jazz Mozart, amb els sons del virtuós de l'acordió Omar Pobrica i el violinista Sasha Olenjuk.
Jusić va marcar el seu jubileu 45 anys després de l'inici de la seva carrera, el 2009. Com que la seva música barreja influències italianes, franceses, croates i bosnianes, el 2009 va fer diversos concerts titulats Od Šekspira do sevdaha (De Shakespeare a Sevdah.)

## Discografia
Extended plays
- Celuloidni Pajac (1968)[6]

Senzills
- To su djeca / Človek ki ga ni (1969) amb Majda Sepe[7]
- Još uvijek ne znam neke važne stvari / Mala kavana (1969)[8]
- Mačka (1970)[9]
- Nemoj ići (1970)[10]
- Zašto san sritan / Leila (1971)[11]
- Kutija koja pokazuje kakvo će biti vrijeme / Svi smo mi jedno... (1974)[12]
- Bezimenoj / Pjesma o ruži (1974)[13]
- Emina / Na trgu ispod sata (1978)[14]
- Šalom Sara / U svakom slučaju te volim (1980)[15]
- Još samo ovaj put (2004)

Àlbums d'estudi
- Skaline od sudbine (1975)[16]
- Nostromo (1976)[17]
- Emina (1977)[18]
- Ne dajte da vas zavedu (1978)[19]
- Čovjek bez kafića (1980)[20]
- Ibrica (1981)[21]
- Ibrica Jusić + Pas soba 501 osoba dvije (1983)[22]
- La vie (1985)
- Hodaju ljudi (1988)
- Retrospektiva (1994)
- Dan prije (1998)
- Hazarder (A Tribute to Leonard Cohen) (1999)[23]
- Amanet (2003)[24]
- Kavana Mediteran (2006)
- Amanet 2 (2008)

Àlbums recopilatoris
- Ibrica Jusić (1973)[25]